# Настройся на завтра
«Настройся на завтра» (англ. Tune in Tomorrow) — американский фильм 1990 года, по мотивам романа Марио Варгаса Льосы «Тётушка Хулия и писака», снятый в жанре романтической комедии. Также фильм известен под названием «Тётушка Джулия и сценарист».

## Сюжет
Действие фильма происходит в небольшом городке. На местную радиостанцию приглашают работать популярного писателя радио-сериалов Педро Кармайкла (Фальк). Каждый день выходят новые выпуски, рассказывающие о непростых взаимоотношениях среди внешне благополучной семьи. Сюжет радио-сериала затрагивает довольно щекотливые для общественной морали темы: любовь между братом и сестрой, разница в возрасте, расовые дискриминации. Творение Педро вызывает массу неоднозначных реакций среди местного населения. Сериал любят и ненавидят, весь город с замиранием сердца ждёт новых выпусков. Рейтинги радиостанции бьют все мысленные рекорды.
На радио Педро знакомится с Мартином Лоудером (Ривз), который работает в новостной службе и мечтает стать писателем. Мартин восхищается работами Кармайкла, за короткий срок Педро становится для него лучшим другом и примером для подражания. Молодой человек делится с писателем своей непростой историей — он влюблён в свою дальнюю родственницу тетю Джулию (Херши), но она не хочет отвечать ему взаимностью.
Будучи гораздо старше Мартина и дважды разведённая, она ищет себе взрослого и богатого спутника жизни.
Педро разрабатывает множество планов, чтобы помочь Мартину. Но его настоящие мотивы становятся очевидными, когда Мартин и Джулия понимают, что Педро использовал их связь для сюжета очередной мелодрамы.

## В ролях
- Барбара Херши — тетя Джулия
- Киану Ривз — Мартин Лоудер
- Питер Фальк — Педро Кармайкл
- Диди Пфайфер — Нелли
- Патриция Кларксон — тетя Ольга

## Критика
Фильм получил смешанные отзывы кинокритиков. На Rotten Tomatoes 45 % рецензий являются положительными. Известный кинокритик Роджер Эберт оценил фильм на 2 звезды из 4-х.